# Cocido de Lalín

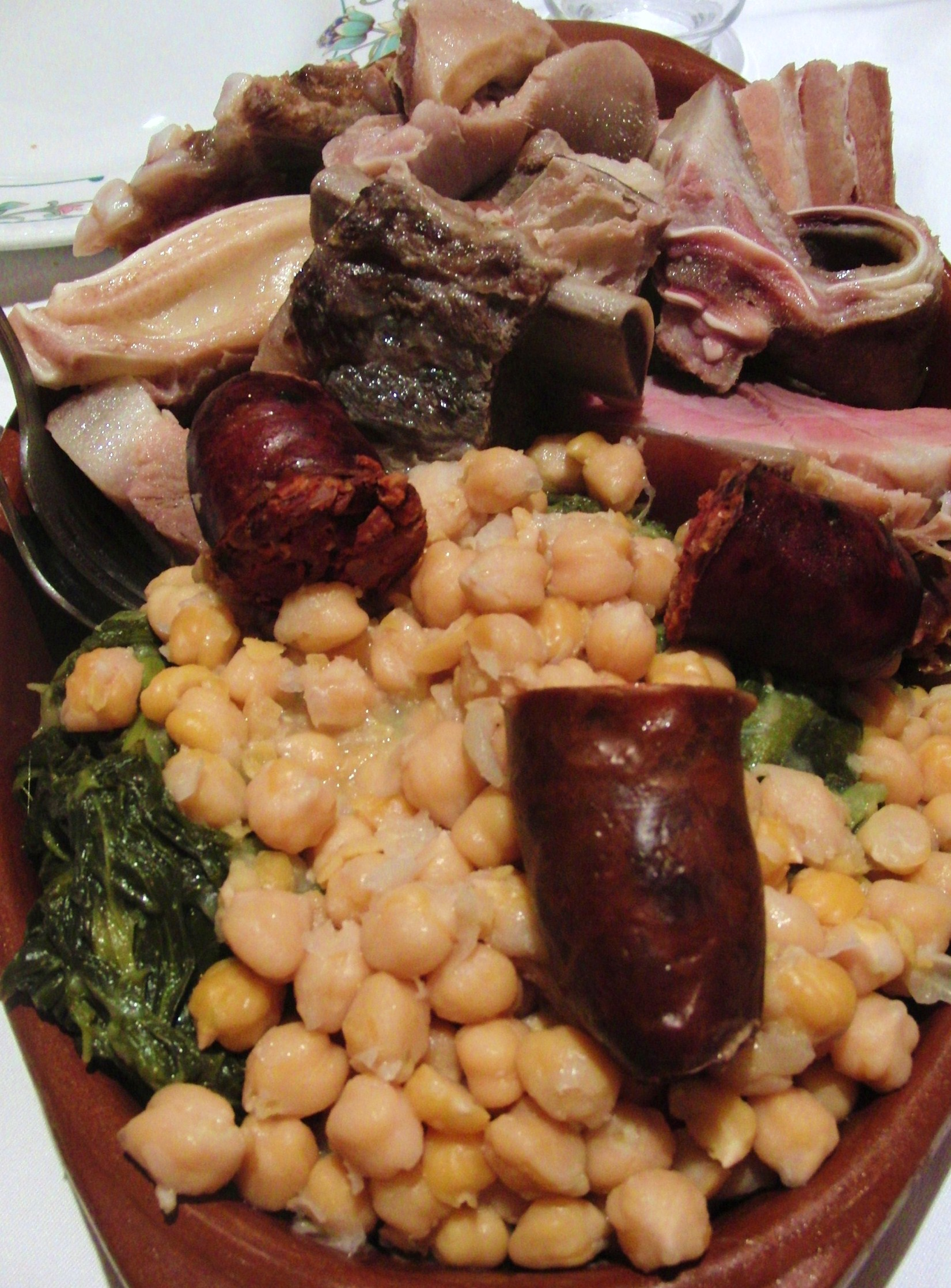
Cocido de Lalín.

El cocido de Lalín es un plato típico de la localidad española de Lalín. Se elabora teniendo como base los productos procedentes del cerdo. Alrededor de este plato, muy conocido en la cocina gallega, se celebran, en el mismo pueblo, la Feria del cocido y el mes del cocido. Existe, además, una orden protectora, la «Encomenda do cocido». Impulsado por el ayuntamiento y por la Concellería de Promoción Económica, esta especialidad culinaria está presente en la  Feria Internacional de Turismo de Madrid y en otros muchos certámenes de este tipo.

## Ferias

### La feria del cocido
Los orígenes de la feria del cocido de Lalín, que se celebra el domingo anterior al domingo de carnaval, se encuentran en la reunión que los alcaldes de la comarca del Deza tuvieron en 1968 destinada a encontrar estrategias de difusión y comercialización de los productos típicos de la gastronomía de la comarca. En 1999, esta fiesta fue declarada de Interés Turístico autonómico. En 2010 fue declarada Fiesta de interés turístico nacional. La fiesta se complementa con una serie de actos festivos como bailes y desfile de carrozas.

### O mes do cocido (el mes del cocido)
Del día 15 de enero al 14 de febrero, el ayuntamiento de Lalín organiza el llamado mes do cocido que tiene como finalidad la de impulsar el sector hostelero basándose en el típico y famoso plato del cocido. El lema que se utiliza es De San Amaro a San Valentín, Mes do Cocido en Lalín (de San Amaro a San Valentín, mes del cocido en Lalín).
Cuenta con la participación de la Concellería de Promoción Económica y de varios restaurantes de la villa (en el 2006 más de 26 establecimientos y más de 3.000 plazas de comedor) que se comprometen a realizar el plato a diario.